# Список птахів — офіційних символів штатів США
Список птахів — офіційних символів штатів США включає птахів, які були обрані символами (state birds) законодавчими органами в окремих штатах США. У декількох штатах, крім основного символу (state bird), також обрані додаткові мисливські птахи-символи (state game bird). Вибір птахів як символів штату почався у 1927 році. Першими символи обрали законодавчі органи штатів Алабама, Вайомінг, Мен, Міссурі, Орегон, Техас і Флорида.

## Список
| Штат                            | Птах укр., англ. назви                                                         | Біноміальна назва               | Зображення | Рік встановлення |
| ------------------------------- | ------------------------------------------------------------------------------ | ------------------------------- | ---------- | ---------------- |
| Айдахо                          | Блакитник середній, англ. Mountain Bluebird                                    | Sialia currucoides              |            | 1931             |
| Айова                           | Чиж золотий, англ. American Goldfinch, Eastern Goldfinch, Wild Canary          | Carduelis tristis               |            | 1933             |
| Алабама                         | Декол золотистий, англ. Northern Flicker                                       | Colaptes auratus                |            | 1927             |
| Алабама                         | Індичка дика, англ. Wild Turkey                                                | Meleagris gallopavo             |            | 1980             |
| Аляска                          | Куріпка біла, англ. willow ptarmigan                                           | Lagopus lagopus                 |            | 1955             |
| Аризона                         | Різжак кактусовий, англ. Cactus Wren                                           | Campylorhynchus brunneicapillus |            | 1973             |
| Арканзас                        | Пересмішник багатоголосий, англ. Northern Mockingbird                          | Mimus polyglottos               |            | 1929             |
| Вайомінг                        | Шпаркос західний, англ. Western Meadowlark                                     | Sturnella neglecta              |            | 1927             |
| місто Вашингтон                 | Дрізд лісовий, англ. Wood Thrush                                               | Hylocichla mustelina            |            | 1938             |
| штат Вашингтон                  | Чиж золотий, англ. American Goldfinch, Eastern Goldfinch, Wild Canary          | Carduelis tristis               |            | 1951             |
| Вермонт                         | Дрізд-короткодзьоб плямистоволий, англ. Hermit Thrush                          | Catharus guttatus               |            | 1941             |
| Вірджинія                       | Кардинал червоний, англ. Northern Cardinal                                     | Cardinalis cardinalis           |            | 1950             |
| Вісконсин                       | Дрізд мандрівний, англ. American Robin                                         | Turdus migratorius              |            | 1949             |
| Гаваї                           | Казарка гавайська, англ. Nene, Nēnē, Hawaiian Goose                            | Branta sandvicensis             |            | 1957             |
| Делавер                         | Делаверська порода курей, англ. Blue Hen of Delaware, Blue Hen Chicken         | Gallus gallus                   |            | 1939             |
| Джорджія                        | Тремблер прямодзьобий, англ. Brown Thrasher                                    | Toxostoma rufum                 |            | 1928             |
| Джорджія                        | Перепелиця віргінська, англ. Bobwhite Quail                                    | Colinus virginianus             |            | 1970             |
| Західна Вірджинія               | Кардинал червоний, англ. Northern Cardinal                                     | Cardinalis cardinalis           |            | 1949             |
| Іллінойс                        | Кардинал червоний, англ. Northern Cardinal                                     | Cardinalis cardinalis           |            | 1928             |
| Індіана                         | Кардинал червоний, англ. Northern Cardinal                                     | Cardinalis cardinalis           |            | 1933             |
| Каліфорнія                      | Перепелиця каліфорнійська, англ. California Quail                              | Callipepla californica          |            | 1931             |
| Канзас                          | Шпаркос західний, англ. Western Meadowlark                                     | Sturnella neglecta              |            | 1933             |
| Кентуккі                        | Кардинал червоний, англ. Northern Cardinal                                     | Cardinalis cardinalis           |            | 1942             |
| Колорадо                        | Корибіг, англ. Lark Bunting                                                    | Calamospiza melanocorys         |            | 1931             |
| Коннектикут                     | Дрізд мандрівний, англ. American Robin                                         | Turdus migratorius              |            | 1943             |
| Луїзіана                        | Пелікан бурий, англ. Brown Pelican                                             | Pelecanus occidentalis          |            | 1966             |
| Массачусетс                     | Гаїчка світлокрила, англ. Black-capped Chickadee                               | Poecile atricapillus            |            | 1941             |
| Массачусетс                     | Індичка дика, англ. Wild Turkey                                                | Meleagris gallopavo             |            | 1991             |
| Міннесота                       | Гагара полярна                                                                 | Gavia immer                     |            | 1961             |
| Міссісіпі                       | Пересмішник багатоголосий, англ. Northern Mockingbird                          | Mimus polyglottos               |            | 1944             |
| Міссісіпі                       | Качка каролінська, англ. Wood Duck, Carolina Duck                              | Aix sponsa                      |            | 1974             |
| Міссурі                         | Блакитник східний                                                              | Sialia sialis                   |            | 1927             |
| Мічиган                         | Дрізд мандрівний, англ. American Robin                                         | Turdus migratorius              |            | 1931             |
| Монтана                         | Шпаркос західний, англ. Western Meadowlark                                     | Sturnella neglecta              |            | 1941             |
| Мен                             | Гаїчка світлокрила                                                             | Poecile atricapilla             |            | 1927             |
| Меріленд                        | Трупіал балтиморський                                                          | Icterus galbula                 |            | 1947             |
| Небраска                        | Шпаркос західний, англ. Western Meadowlark                                     | Sturnella neglecta              |            | 1929             |
| Невада                          | Блакитник середній, англ. Mountain Bluebird                                    | Sialia currucoides              |            | 1967             |
| Нью-Гемпшир                     | Чечевиця кармінова                                                             | Carpodacus purpureus            |            | 1957             |
| Нью-Джерсі                      | Чиж золотий, англ. American Goldfinch, Eastern Goldfinch, Wild Canary          | Carduelis tristis               |            | 1935             |
| Нью-Мексико                     | Таязура-подорожник каліфорнійська, англ. Greater Roadrunner                    | Geococcyx californianus         |            | 1949             |
| Нью-Йорк (штат)                 | Блакитник східний                                                              | Sialia sialis                   |            | 1970             |
| Огайо                           | Кардинал червоний, англ. Northern Cardinal                                     | Cardinalis cardinalis           |            | 1933             |
| Оклахома                        | Тиран мексиканський                                                            | Tyrannus forficatus             |            | 1951             |
| Орегон                          | Шпаркос західний, англ. Western Meadowlark                                     | Sturnella neglecta              |            | 1927             |
| Пенсільванія                    | Орябок американський                                                           | Bonasa umbellus                 |            | 1931             |
| Род-Айленд                      | Род-айлендська порода курей, англ. Rhode Island Red Chicken                    | Gallus gallus                   |            | 1954             |
| Північна Дакота                 | Шпаркос західний, англ. Western Meadowlark                                     | Sturnella neglecta              |            | 1970             |
| Північна Кароліна               | Кардинал червоний, англ. Northern Cardinal                                     | Cardinalis cardinalis           |            | 1943             |
| Теннессі                        | Пересмішник багатоголосий, англ. Northern Mockingbird                          | Mimus polyglottos               |            | 1933             |
| Теннессі                        | Перепелиця віргінська, англ. Northern Bobwhite, Virginia Quail, Bobwhite Quail | Colinus virginianus             |            | 1987             |
| Техас                           | Пересмішник багатоголосий, англ. Northern Mockingbird                          | Mimus polyglottos               |            | 1927             |
| Флорида                         | Пересмішник багатоголосий, англ. Northern Mockingbird                          | Mimus polyglottos               |            | 1927             |
| Південна Дакота                 | Фазан звичайний, англ. Common Pheasant                                         | Phasianus colchicus             |            | 1943             |
| Південна Кароліна               | Пересмішник багатоголосий, англ. Northern Mockingbird (колишній символ)        | Mimus polyglottos               |            | 1939 - 1948      |
| Південна Кароліна               | Поплітник каролінський                                                         | Thryothorus ludovicianus        |            | 1948             |
| Південна Кароліна               | Індичка дика, англ. Wild Turkey                                                | Meleagris gallopavo             |            | 1976             |
| Юта                             | Мартин каліфорнійський, англ. California Gull                                  | Larus californicus              |            | 1955             |
| Гуам                            | Пастушок гуамський, англ. Guam Rail                                            | Gallirallus owstoni             |            | .                |
| Північні Маріанські острови     | Тілопо маріанський, англ. Mariana Fruit-dove                                   | Ptilinopus roseicapilla         |            | .                |
| Пуерто-Рико                     | Танагра пуерто-риканська, англ. Puerto Rican Spindalis                         | Spindalis portoricensis         |            | .                |
| Американські Віргінські острови | Цереба, англ. Bananaquit                                                       | Coereba flaveola                |            | 1970             |